# Beyeria cyanescens
Beyeria cyanescens là một loài thực vật có hoa trong họ Đại kích. Loài này được (Müll.Arg.) Benth. mô tả khoa học đầu tiên năm 1873.